# Friedrich II. (Schleswig-Holstein-Gottorf)

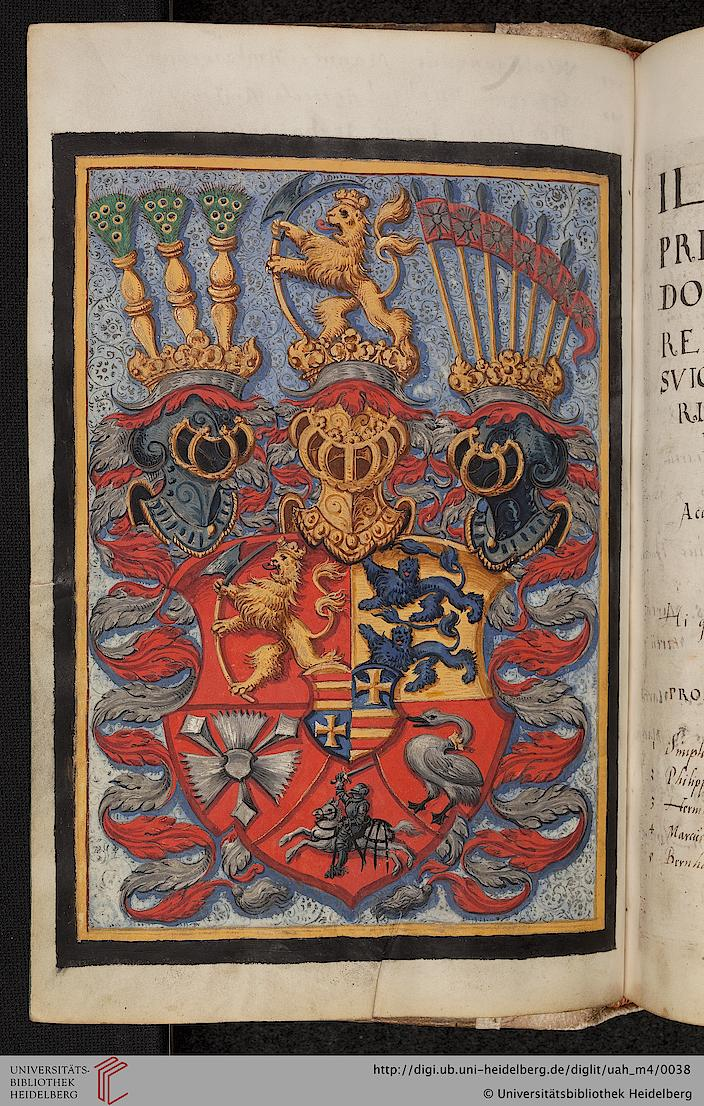
Wappen Friedrichs im Matrikelbuch der Universität Heidelberg, 1582

Friedrich II. Herzog von Schleswig-Holstein-Gottorf (* 21. April 1568; † 15. Juni 1587) war der älteste Sohn von Herzog Adolf von Schleswig-Holstein-Gottorf und Christine von Hessen (1543–1604).
1582 immatrikulierte er sich an der Universität Heidelberg, wo sein Wappen groß im Matrikelbuch dargestellt ist. Bereits als Jugendlicher besaß er eine Pfründe als Domherr am Lübecker Dom, auf die er 1585 zugunsten seines jüngeren Bruders Johann Adolf verzichtete.
Eigentlich hatte sein Vater vorgehabt, den Gottorfer Anteil der Herzogtümer Schleswig und Holstein zwischen seinen beiden ältesten Söhne aufzuteilen. Bei Adolfs Tod 1586 war jedoch erst sein ältester Sohn Friedrich volljährig, der dem Vater daher allein nachfolgte. Er starb kein Jahr nach seinem Vater, bevor eine Wahl oder Huldigung stattfinden konnte. Sein Nachfolger wurde sein nächstjüngerer Bruder Philipp.
Er wurde in der Krypta im Schleswiger Dom beigesetzt.